# شهرستان گورژ
شهرستان گورژ (به لاتین: Gorj County) یک شهرستان در رومانی است که در جنوب غرب این کشور واقع شده‌است.

## خصوصیات
شهرستان گورژ ۵٬۶۰۲ کیلومترمربع مساحت و ۳۸۷٬۳۰۸ نفر جمعیت دارد.